# Viktor Galović
 Viktor Galović  (nacido el 19 de septiembre de 1990 es un tenista profesional croata, nacido en la ciudad de Nova Gradiška.

## Carrera
Su mejor ranking individual es el Nº 173 alcanzado el 14 de mayo de 2018, mientras que en dobles logró la posición 490 el 19 de marzo de 2018.
No ha logrado hasta el momento títulos de la categoría ATP World Tour ni ATP Challenger Tour, aunque sí ha obtenido varios títulos Futures tanto en individuales como en dobles. Entre ellos se incluyen el Challenger de Recanati (Italia) de 2017.